# Ђулијани (Мачерата)
Ђулијани (итал. Giuliani) насеље је у Италији у округу Мачерата, региону Марке.
Према процени из 2011. у насељу је живело 45 становника. Насеље се налази на надморској висини од 230 м.